# ENaira
 (mai 2022).
L'eNaira est une monnaie numérique de banque centrale émise et réglementée par la Banque centrale du Nigéria. Il prétend offrir de meilleures perspectives de paiement dans les transactions de détail par rapport aux espèces,,.
L'eNaira a été lancé et activé le 25 octobre 2021 par le président Muhammad Buhari, sous le slogan : "Same Naira, More Possibilities".
L'application eNaira Speed Wallet a été supprimée de Google Play Store à la suite d'un nombre important d'avis négatifs d'utilisateurs. Par la suite, l'application a finalement été restaurée le 28 octobre 2021.
Peu de temps après le lancement de l'eNaira, une partie de la jeunesse du pays avait fait campagne contre son utilisation à la suite de l'affrontement entre le régime dirigé par Muhammad Buhari et les jeunes du pays, principalement d'origine sudiste et avec la cicatrice End SARS encore très très visible, l'eNaira a jusqu'à présent mal fonctionné et son utilisation n'est pas très répandue,.